# Liste der nach Personen benannten Straßen und Plätze in Jena
Diese Liste der nach Personen benannten Straßen und Plätze in Jena enthält alle derzeitigen Straßen und Plätze in Jena, die nach Personen benannt wurden.
Im Gegensatz zum Lutherplatz wurde die Lutherstraße nicht nach Martin Luther benannt. Ihr Name leitet sich vom nahegelegenen Bach Leutra ab.
| Name                         | Ortsteil                            | Jahr        | Namensherkunft | Anmerkungen | Bild |
| ---------------------------- | ----------------------------------- | ----------- | --- | --- | ---- |
| Adolf-Reichwein-Str.         | Jena-Süd                            | 1945        | Adolf Reichwein (1898–1944), Pädagoge und Kulturpolitiker, Gründer und Leiter der Jenaer Volkshochschule und des Arbeiterbildungsheim bis 1929                                                                             | bis 1945 Dietrich-Eckart-Straße nach Dietrich Eckart (1868–1923) |      |
| Adrian-Beier-Stieg           | Wenigenjena                         | 1945        | Adrian Beier (1600–1678), evangelischer Theologe und Historiker, u. a. Diakon an der Stadtkirche St. Michael und Rektor der Universität Jena                                                                               | 1934–1945 Preißerweg nach dem Hitlerjungen Preißer |      |
| Albert-Einstein-Str.         | Jena-Süd                            |             | Albert Einstein (1879–1955), deutsch-schweizerisch-amerikanischer Physiker und Nobelpreisträger | in den 1960er Jahren als Wilhelm-Raabe-Straße (nach Wilhelm Raabe) geplant, um 1995 als Albert-Einstein-Straße erstmals benannt |      |
| Alexander-Puschkin-Platz     | Jena-Süd                            | 1949        | Alexander Puschkin (1799–1837), russischer Dichter | bis 1948 Carl-Alexander-Platz nach Großherzog Carl Alexander |      |
| Alfred-Diener-Str.           | Neulobeda                           | 1991        | Alfred Diener (1927–1953), Opfer des Aufstands am 17. Juni 1953, in Jena geboren | |      |
| Am Goethepark                | Drackendorf                         | 2001        | Johann Wolfgang von Goethe (1749–1832), Dramatiker und Naturforscher, ab 1775 im Herzogtums Sachsen-Weimar-Eisenach und in Jena tätig                                                                                      | |      |
| Am Heinrichsberg             | Jena-Zentrum                        | 18xx 1991   | alte Flurbezeichnung, Herkunft unbekannt | 1945–1991 Goethestr. nach Johann Wolfgang Goethe (1749–1832) |      |
| Am Johannisfriedhof          | Jena-West                           | 1994        | nach dem Johannisfriedhof bzw. Johannes der Täufer | |      |
| Anna-Siemsen-Str.            | Winzerla                            | 1996        | Anna Siemsen (1882–1951), u. a. Pädagogin und Politikerin, Oberstudienrat für die Allgemeinschulen des Schulgebietes Jena–Weimar und Inhaberin einer Honorarprofessur an der Friedrich-Schiller-Universität Jena.          | 1984–1996 Otto-Schwarz-Straße nach Otto Schwarz (1900–1983) |      |
| Anton-Bruckner-Weg           | Zwätzen                             |             | Anton Bruckner (1824–1896), österreichischer Komponist, Organist und Musikpädagoge | |      |
| Artur-Becker-Str.            | Göschwitz                           | 1976        | Artur Becker (1905–1938), Politiker | 1934–1945 Adolf-Hitler-Straße nach Adolf Hitler (1889–1945) 1946–1977 August-Bebel-Straße nach August Bebel (1840–1913) |      |
| Arvid-Harnack-Str.           | Jena-Zentrum                        | 1952        | Arvid Harnack (1901–1942), Jurist und Widerstandskämpfer gegen den Nationalsozialismus, studierte in Jena Rechtswissenschaften                                                                                             | 1900–1952 Paulinenstraße nach Pauline von Sachsen-Weimar-Eisenach (1852–1904) |      |
| August-Bebel-Str.            | Jena-West                           | 1946        | August Bebel (1840–1913), Politiker und Publizist, mehrfach in Jena u. a. zu Parteitagen der SPD | 1881–1897 Erfurter Straße 1897–1946 Kaiser-Wilhelm-Straße nach Wilhelm I. bzw. Wilhelm II. |      |
| August-Gärtner-Str.          | Wenigenjena                         | 1945        | August Gärtner (1848–1934), Sanitätsoffizier, Hygieniker und Hochschullehrer, ab 1886 Professor an der Universität Jena, 1893 Rektor                                                                                       | 1936–1945 Andreas-Bauriedl-Straße nach Andreas Bauriedl (1879–1923) |      |
| Bauersfeldstr.               | Winzerla                            | 1991        | Walther Bauersfeld (1879–1959), Ingenieur, Geschäftsleiter bei Carl Zeiss, Mitkonstrukteur des Zeiss-Planetarium in Jena                                                                                                   | bis 1991 Teil der Hugo-Schrade-Straße nach Hugo Schrade (1900–1974) |      |
| Beethovenstr.                | Jena-West                           | 1899        | Ludwig van Beethoven (1770–1827), Komponist und Pianist | vormals teils als Mozartstraße nach Wolfgang Amadeus Mozart (1756–1791) |      |
| Berghoffsweg                 | Jena-West                           | 1897        | Johann Friedrich Berghoff (1825–1894), Pächter des Burgkellers | |      |
| Bernhard-Schultze-Str.       | Wenigenjena                         | 1945        | Bernhard Sigmund Schultze (1827–1919), Arzt und Direktor der Frauenklinik, Ehrenbürger der Stadt Jena | 1936–1945 Felix-Allfarth-Straße nach Felix Allfarth (1901–1923) |      |
| Berthold-Delbrück-Str.       | Wenigenjena                         | 1945        | Berthold Delbrück (1842–1922), Sprachwissenschaftler, ab 1870 Professor an der Universität Jena, später Rektor | bis 1945 Hans-Rickmars-Straße nach Johann Rickmars (1881–1923) |      |
| Berthold-Koch-Platz          | Jena-Süd                            | 1956        | Berthold Koch (1888–1955), Bezirksvertrauensmann und Betriebsrat der Stadtwerke Jena | bis 1956 Lichtenhainer Platz |      |
| Bertolt-Brecht-Str.          | Winzerla                            | 1973        | Bertolt Brecht (1898–1956), Dramatiker und Lyriker | |      |
| Binswangerstr.               | Neulobeda                           | 1991        | Otto Binswanger (1852–1929), Schweizer Psychiater und Neurologe, Leiter der Psychiatrischen Universitätsklinik und Rektor der Universität Jena                                                                             | bis 1990 Josef-Klose-Str. nach Josef Klose (1880–1955) |      |
| Blochmannstr.                | Jena-West                           | 1897        | Robert Blochmann (1823–1902), Oberbürgermeister von Jena 1867 bis 1880 | |      |
| Boegeholdstr.                | Winzerla                            | 1991        | Hans Boegehold (1876–1965), Mathematiker und Optiker, Studium und Promotion an der Universität Jena, später bei Carl Zeiss                                                                                                 | bis 1991 Teil der Hugo-Schrade-Str. nach Hugo Schrade (1900–1974) |      |
| Bonhoefferstr.               | Neulobeda                           | 1991        | Dietrich Bonhoeffer (1906–1945), Theologe und Widerstandskämpfer | 1973–1991 Kurt-Zier-Str. nach Kurt Zier (1911–1944) |      |
| Botzstr.                     | Jena-West                           | 1891 1990   | Carl Botz (1804–1890), Großherzoglicher Baurat in Jena | 1959–1990 Otto-Nuschke-Straße nach Otto Nuschke (1883–1957) |      |
| Brahmsweg                    | Zwätzen                             | 1997        | Johannes Brahms (1833–1897), Komponist, Pianist und Dirigent, Mitglied der Sängerschaft zu St. Pauli Jena | |      |
| Brehmstr.                    | Jena-Süd                            | 1950        | Alfred Brehm (1829–1884), Zoologe und Schriftsteller, Studium und Promotion an der Universität Jena | 1927–1950 Walter-Flex-Straße nach Walter Flex (1887–1917) |      |
| Brändströmstr.               | Wenigenjena                         | 1935        | Elsa Brändström (1888–1948), schwedische Philanthropin | |      |
| Carl-Blomeyer-Str.           | Wenigenjena                         | 1945        | Carl Blomeyer (1844–1910), Jurist, u. a. zwischen 1904 und 1910 Oberlandesgerichtspräsident in Jena | |      |
| Carl-Born-Str.               | Wenigenjena                         | 1891        | Carl Born (1825–1909), großherzoglicher Bezirksdirektor und Ehrenbürger Jenas | |      |
| Carl-Hummel-Str.             | Münchenroda                         | 1993        | Carl Hummel (1821–1906), Landschaftsmaler und Radierer | |      |
| Carl-Orff-Str.               | Zwätzen                             | 1997        | Carl Orff (1895–1982), Komponist und Musikpädagoge | |      |
| Carl-Pulfrich-Str.           | Jena-Süd                            | 1993        | Carl Pulfrich (1858–1927), Physiker und Optiker, ab 1890 bei Carl Zeiss in Jena | |      |
| Carl-Spitzweg-Str.           | Münchenroda                         | 1993        | Carl Spitzweg (1808–1885), Maler | |      |
| Carl-Stamitz-Weg             | Zwätzen                             | 1997        | Carl Stamitz (1745–1801), Violinist und Komponist, Leiter der akademischen Konzerte in Jena | |      |
| Carl-Zeiss-Promenade         | Jena-Süd                            | 1999        | Carl Zeiß (1816–1888), Mechaniker und Unternehmer, Gründer des Unternehmens Carl Zeiss | vorher Teil der Tatzendpromenade |      |
| Carl-Zeiß-Platz              | Jena-West / Jena-Zentrum            | 1888        | Carl Zeiß (1816–1888), Mechaniker und Unternehmer, Gründer des Unternehmens Carl Zeiss | bis 1888 u. a. Litterplatz, In der Leutra, Leutraplatz und An der Leutra ab 1888 zunächst als Zeißplatz, später Karl Zeißplatz |      |
| Carl-Zeiß-Str.               | Jena-Zentrum                        | 1888        | Carl Zeiß (1816–1888), Mechaniker und Unternehmer, Gründer des Unternehmens Carl Zeiss | bis 1886 Leutragäßchen 1886–1888 Littergäßchen ab 1888 zunächst als Zeißstraße, später Karl Zeißstraße |      |
| Carolinenstr.                | Neulobeda                           | 1991        | Caroline Schelling (1763–1809), Schriftstellerin und Übersetzerin, Ehefrau von August Wilhelm Schlegel, in Jena gelebt und gewirkt                                                                                         | 1975–1991 Georg-Schneider-Str. nach Georg Schneider (1909–1970) |      |
| Charlottenstr.               | Wenigenjena                         | 1909        | Charlotte von Schiller (1766–1826), Ehefrau des Dichters Friedrich von Schiller, heiratete in der Kirche an dieser Straße                                                                                                  | 1900–1909 Saalstraße |      |
| Christiane-Vulpius-Str.      | Zwätzen                             | 2020        | Christiane von Goethe, geb. Vulpius (1765–1816), Ehefrau von Johann Wolfgang von Goethe | |      |
| Clara-Zetkin-Str.            | Jena-Nord                           | 1950        | Clara Zetkin (1857–1933), Politikerin | 1913–1950 Yorkstraße nach Ludwig Yorck von Wartenberg (1759–1830) |      |
| Claudiusstr.                 | Kernberge                           | 1946        | Matthias Claudius (1740–1815), Dichter, Journalist und Lyriker, in Jena studiert | 1935–1946 Boelckeweg nach Oswald Boelcke (1891–1916) |      |
| Curt-Unckel-Str.             | Jena-Süd                            | 2006        | Curt Unckel (1883–1945), deutsch-brasilianischer Völkerkundler, in Jena geboren | |      |
| Damaschkeweg                 | Jena-Süd                            | 1933        | Adolf Damaschke (1865–1935), Pädagoge und ein Führer der Bodenreformbewegung, Schwiegersohn des Jenaer Philologen Heinrich Gelzer                                                                                          | |      |
| Diesterwegstr.               | Jena-West                           | 1952        | Adolph Diesterweg (1790–1866), Pädagoge | 1908–1952 Urbanstraße nach Arno Urban (1846–1912) |      |
| Dietrichweg                  | Kernberge                           | 1909        | Botanikerfamilie Dietrich aus Ziegenhain zu der u. a. Adam Dietrich (1711–1782) und dessen Enkel Friedrich Gottlieb Dietrich (1765–1850) gehörten                                                                          | 1906–1909 Villenweg |      |
| Dobeneckerstr.               | Jena-West                           | 1937        | Otto Dobenecker (1859–1938), Pädagoge, Diplomatiker und Historiker, Direktor des Gymnasiums Carolo-Alexandrinum sowie Vorsitzender des Vereins für Thüringische Geschichte und Altertumskunde                              | |      |
| Dornbluthweg                 | Jena-NordJena-West                  | 1928        | Eduard Dornbluth (1833–1913), 2. Bürgermeister in Jena und Ehrenbürger der Stadt | |      |
| Dorothea-Veit-Str.           | Neulobeda                           | 1991        | Dorothea Veit (1764–1839), Literaturkritikerin und Schriftstellerin, Ehefrau von Friedrich Schlegel, in Jena gelebt und gewirkt                                                                                            | 1975–1991 Fritz-Gäbler-Str. nach Fritz Gäbler (1897–1974) |      |
| Drevesstr.                   | Kernberge                           | 1915        | Leberecht Dreves (1816–1870), Lyriker, in Jena studiert | |      |
| Dreßlerstr.                  | Kernberge                           | 1930 1948   | Otto Dreßler (1880–1916), Begründer der Heimstättengenossenschaft | 1915–1925 Obere Heimstättenstraße 1925–1933 Friedrich-Ebert-Straße nach Friedrich Ebert (1871–1925) 1933–1945 Schlageterstraße nach Leo Schlageter (1894–1923) 1945–1948 Minchen-Herzlieb-Straße nach Wilhelmine Herzlieb (1789–1865) |      |
| Döbereinerstr.               | Jena-Süd                            | 1938        | Johann Wolfgang Döbereiner (1780–1849), Chemiker, ab 1810 Professor an der Universität Jena | 1927–1938 Eduard-Rosenthal-Str. nach Eduard Rosenthal (1853–1926) |      |
| E.-T.-A.-Hoffmann-Weg        | Wogau                               | 1994        | E. T. A. Hoffmann (1776–1822), Jurist und Schriftsteller | |      |
| Ebertstr.                    | Jena-West                           | 1946        | Friedrich Ebert (1871–1925), Politiker, 1913 in Jena zum Vorsitzenden der SPD gewählt | 1901–1946 Sedanstraße nach der Schlacht von Sedan |      |
| Eduard-Mörike-Weg            | Wogau                               | 1994        | Eduard Mörike (1804–1875), Lyriker und Erzähler | |      |
| Eduard-Rosenthal-Str.        | Wenigenjena                         | 1945        | Eduard Rosenthal (1853–1926), Jurist und Politiker, ab 1885 Professor an der Universität Jena, später Rektor | 1936–1945 Oskar-Körner-Straße nach Oskar Körner (1875–1923) |      |
| Eichendorffweg               | Jena-Süd                            | 1939        | Joseph von Eichendorff (1788–1857), Lyriker und Schriftsteller | |      |
| Elisabeth-von-Thüringen-Str. | Zwätzen                             | 2020        | Doppelbenennung nach Elisabeth von Thüringen (1207–1231), Landgräfin und Landespatronin von Thüringen, und Elisabeth von Lobdeburg-Arnshaugk (1286–1359), Markgräfin von Meißen und Landgräfin von Thüringen               | |      |
| Emil-Höllein-Platz           | Jena-Nord                           | 1965        | Emil Höllein (1880–1929), Handwerker und Politiker, u. a. Vorsitzender der SPD in Jena | |      |
| Emil-Wölk-Straße             | Neulobeda                           | 1969        | Emil Wölk (1903–1944), kommunistischer Widerstandskämpfer gegen den Nationalsozialismus | |      |
| Emma-Heintz-Str.             | Jena-Süd                            | 1950        | Emma Heintz (1888–1947), Gründerin der Jenaer Wohlfahrt | |      |
| Enver-Şimşek-Platz           | Winzerla                            | 2020        | Enver Şimşek (1961–2000), türkischer Blumenhändler, erstes Opfer des aus Jena stammenden Nationalsozialistischen Untergrunds                                                                                               | |      |
| Erbertstraße                 | Jena-Zentrum                        | 1912        | Otto Erbert (1841–1917), Kommerzienrat, begründete mehrere Stiftungen für Jena | |      |
| Erich-Halbauer-Weg           | Lobeda-Altstadt                     | 2001        | Erich Halbauer (1889–1979), Heimatmaler und Direktor der Lobedaer Schule | |      |
| Erich-Kops-Weg               | Lobeda-Altstadt                     | 1975        | Erich Kops (1905–1961), Politiker, in Jena geboren, später Vorsitzender der Sozialistischen Arbeiterjugend in Jena | |      |
| Erich-Kuithan-Str.           | Löbstedt                            | 1991        | Erich Kuithan (1875–1917), Maler und Leiter einer Zeichenschule in Jena | 1962–1991 Straße der Jugend |      |
| Erich-Weinert-Str.           | Wenigenjena                         | 1956        | Erich Weinert (1890–1953), Schriftsteller | bis 1956 Teil der Beutnitzer Straße nach Beutnitz |      |
| Ernst-Abbe-Platz             | Jena-Zentrum                        | 1996        | Ernst Abbe (1840–1905), Physiker und Optiker, ab 1866 in Jena tätig, ab 1899 Alleininhaber von Carl Zeiss, Mitbegründer der heutigen Schott AG                                                                             | |      |
| Ernst-Abbe-Str.              | Jena-Zentrum                        | 1945        | Ernst Abbe (1840–1905), Physiker und Optiker, ab 1866 in Jena tätig, ab 1899 Alleininhaber von Carl Zeiss, Mitbegründer der heutigen Schott AG                                                                             | vormals Scheunengasse 1888–1908 Engelgasse 1908–1945 Goethestraße |      |
| Ernst-Bloch-Ring             | Zwätzen                             | 1999        | Ernst Bloch (1885–1977), Philosoph | |      |
| Ernst-Haeckel-Platz          | Jena-Zentrum / Jena-West / Jena-Süd | 1903        | Ernst Haeckel (1834–1919), Mediziner, Zoologe und Naturphilosoph, ab 1861 Professor an der Universität Jena, Stifter des Phyletischen Museums in Jena                                                                      | |      |
| Ernst-Haeckel-Str.           | Jena-Süd                            | 1894        | Ernst Haeckel (1834–1919), Mediziner, Zoologe und Naturphilosoph, ab 1861 Professor an der Universität Jena, Stifter des Phyletischen Museums in Jena                                                                      | bis 1886 Biedermannsweg 1886–1894 Berggasse |      |
| Ernst-Pfeiffer-Str.          | Jena-Süd                            | 1927        | Ernst Pfeiffer (1847–1917), Pädagoge, leitete ab 1881 das nach ihm benannte Pfeiffersche Institut in Jena | |      |
| Ernst-Ruska-Ring             | Burgau                              | 2008        | Ernst Ruska (1906–1988), Elektrotechniker und Nobelpreisträger | |      |
| Ernst-Schneller-Str.         | Neulobeda                           | 1974        | Ernst Schneller (1890–1944), Politiker | |      |
| Ernst-Thälmann-Str.          | Lobeda-Altstadt                     | 1945        | Ernst Thälmann (1886–1944), Politiker | 1927–1933 Burgenstraße 1933–1945 Hindenburgstraße nach Paul von Hindenburg (1847–1934) |      |
| Ernst-Zielinski-Str.         | Winzerla                            | 1984        | Ernst Zielinski (1898–1917), Vorsitzender des Jenaer Jugendbildungsvereins der SPD | |      |
| Eugen-Diederichs-Str.        | Wenigenjena                         | 1945        | Eugen Diederichs (1867–1930), Verlagsbuchhändler, seit 1904 in Jena tätig | 1936–1945 Ritter-von-Stransky-Straße nach Lorenz Ritter von Stransky-Griffenfeld (1899–1923) |      |
| Felix-Auerbach-Str.          | Neulobeda                           | 1991        | Felix Auerbach (1856–1933), Physiker und Professor an der Universität Jena, Förderer des Jenaer Kunstvereins | bis 1991 Teil der Emil-Wölk-Straße |      |
| Fichteplatz                  | Jena-Süd                            | 1922        | Johann Gottlieb Fichte (1762–1814), Philosoph, 1794–1799 Professor an der Universität Jena | |      |
| Florian-Geyer-Weg            | Zwätzen                             | 1950        | Florian Geyer (um 1490–1525), Ritter, Diplomat und Bauernführer | |      |
| Franz-Gresitza-Str.          | Wenigenjena                         | 1945        | Franz Gresitza (1859–1933), Mitglied im Stadtrat und Ehrenbürger Jenas | 1936–1945 Von-Scheubner-Richter-Straße nach Max Erwin von Scheubner-Richter (1884–1923) |      |
| Franz-Kugler-Str.            | Kernberge                           | 1926        | Franz Kugler (1808–1858), Historiker und Schriftsteller, Verfasser des Liedes An der Saale hellem Strande | |      |
| Franz-Liszt-Str.             | Wenigenjena                         | 1945        | Franz Liszt (1811–1886), ungarisch-österreichischer Komponist und Pianist, Ehrenmitglied der Sängerschaft zu St. Pauli Jena                                                                                                | 1939–1945 Rudolf-Eck-Straße nach Rudolf Eck (1907–1924) |      |
| Franz-Loewen-Str.            | Göschwitz                           | 2011        | Franz Loewen | |      |
| Fraunhoferstr.               | Jena-West                           | 1924        | Joseph von Fraunhofer (1787–1826), Optiker und Physiker | |      |
| Fregestr.                    | Neulobeda                           | 1991        | Gottlob Frege (1848–1925), Mathematiker und Logiker, 1879–1895 Professor an der Universität Jena | 1973–1991 Nikolai-Ostrowski-Straße nach Nikolai Ostrowski (1904–1936) |      |
| Freiherr-vom-Stein-Str.      | Wenigenjena                         | 1935        | Heinrich Friedrich Karl vom und zum Stein (1757–1831), Politiker | |      |
| Freiligrathstr.              | Jena-Nord                           | 1946        | Ferdinand Freiligrath (1810–1876), Lyriker und Dichter | 1930–1946 Saarstraße |      |
| Friedrich-A.-Tischbein-Str.  | Münchenroda                         | 1993        | Johann Friedrich August Tischbein (1750–1812), Maler | |      |
| Friedrich-Engels-Str.        | Kernberge                           | 1946        | Friedrich Engels (1820–1895), u. a. Politiker und Philosoph | 1902–1933 Schützenstraße 1933–1945 Wilhelm-Frick-Straße nach Wilhelm Frick (1877–1946) 1945–1946 Schützenstraße |      |
| Friedrich-Gerstäcker-Weg     | Wogau                               | 1994        | Friedrich Gerstäcker (1816–1872), Abenteurer und Schriftsteller | |      |
| Friedrich-Hund-Str.          | Burgau                              | 1999        | Friedrich Hund (1896–1997), Physiker, kurzzeitig Professor und Rektor an der Universität Jena | |      |
| Friedrich-Körner-Str.        | Jena-Süd                            | 1930 1945   | Friedrich Körner (1778–1847), Mechaniker, u. a. Universitätsmechaniker und Lehrmeister von Carl Zeiß | 1933–1945 Horst-Wessel-Str. nach Horst Wessel (1907–1930) |      |
| Friedrich-Schelling-Str.     | Jena-Süd                            | 1927        | Friedrich Schelling (1775–1854), u. a. Philosoph und Anthropologe, Professor an der Universität Jena | |      |
| Friedrich-Wolf-Str.          | Jena-Nord                           | 1960        | Friedrich Wolf (1888–1953), Arzt und Schriftsteller | |      |
| Friedrich-Zucker-Str.        | Winzerla                            | 1991        | Friedrich Zucker (1881–1973), Klassischer Philologe und Papyrologe, 1918–1961 Professor an der Universität Jena | bis 1991 Georg-Mende-Str. nach Georg Mende |      |
| Friesweg                     | Jena-Nord                           | 1914        | Jakob Friedrich Fries (1773–1843), Philosoph, Professor an der Universität Jena und Ideengeber für die Gründung der Urburschenschaft                                                                                       | |      |
| Fritz-Kalisch-Str.           | Jena-Nord                           | 1960        | Fritz Kalisch (1909–um 1943), Kommunist und Arbeiter bei Schott | |      |
| Fritz-Krieger-Str.           | Jena-West                           | 1950        | Friedrich „Fritz“ Krieger (1841–1896), Oberlandesgerichtsrat und Vorsitzender des Gemeinderates | vor 1950 nur Kriegerstraße |      |
| Fritz-Reuter-Str.            | Jena-Süd                            | 1911        | Fritz Reuter (1810–1874), Dichter und Schriftsteller, in Jena studiert | 1911–1933 als Reuterstraße |      |
| Fritz-Ritter-Str.            | Neulobeda                           | 1969        | Fritz Ritter (1917–1968), Direktor des VEB Wohnungsbaukombinat Gera, das für den Bau des Neubaugebiets in Neulobeda zuständig war                                                                                          | |      |
| Fritz-Winkler-Str.           | Jena-Nord                           | 1999        | Fritz Winkler (1888–1950), Chemiker | |      |
| Frommannstr.                 | Jena-West                           | 1898        | Carl Friedrich Ernst Frommann (1765–1837), Verleger und Buchhändler in Jena | |      |
| Fröbelstieg                  | Jena-West                           | 1923        | Friedrich Fröbel (1782–1852), Pädagoge, in Jena studiert | |      |
| Gabelsbergerstr.             | Wenigenjena                         | 1927        | Franz Xaver Gabelsberger (1789–1849), Stenograf und Erfinder der Gabelsberger-Kurzschrift | |      |
| Georg-Büchner-Str.           | Wenigenjena                         | 1965        | Georg Büchner (1813–1837), Schriftsteller, Mediziner, Naturwissenschaftler und Revolutionär | |      |
| Georg-Schumann-Weg           | Lobeda-Altstadt                     | 1951        | Georg Schumann (1886–1945), Politiker und Widerstandskämpfer, u. a. in Jena tätig | |      |
| Georg-Weerth-Str.            | Wenigenjena                         | 1965        | Georg Weerth (1822–1856), Schriftsteller, Satiriker, Journalist und Kaufmann | |      |
| Geschwister-Scholl-Str.      | Wenigenjena                         | 1950        | Geschwister Hans (1918–1943) und Sophie Scholl (1921–1943), Widerstandskämpfer gegen den Nationalsozialismus | bis 1891 Neue Straße 1891–1909 Sophienstraße nach Großherzogin Sophie (1824–1897) 1909–1950 Wilhelm-Ernst-Straße nach Großherzog Wilhelm Ernst (1876–1923)                                                                            |      |
| Gillestr.                    | Jena-West                           | 1914        | Karl Gille (1813–1899), Jurist und Ehrenbürger der Stadt Jena | |      |
| Gneisenaustr.                | Jena-Nord                           | 1911        | August Neidhardt von Gneisenau (1760–1831), Feldmarschall und Militärreformer, u. a. Teilnehmer der Schlacht bei Jena und Auerstedt                                                                                        | |      |
| Goethestr.                   | Jena-Zentrum                        | 1896 1991   | Johann Wolfgang von Goethe (1749–1832), Dramatiker und Naturforscher, ab 1775 im Herzogtum Sachsen-Weimar-Eisenach und in Jena tätig                                                                                       | 1908–19xx Ernst-Abbe-Straße nach Ernst Abbe (1840–1905) bis 1991 Teil des Carl-Zeiss-Werks |      |
| Gottfried-Keller-Weg         | Wogau                               | 1994        | Gottfried Keller (1819–1890), Schweizer Schriftsteller, Dichter und Maler | |      |
| Gotthard-Neumann-Str.        | Jena-Nord                           | 1991        | Gotthard Neumann (1902–1972), Prähistoriker und Professor an der Universität Jena | 1963–1991 Straße der Völkerfreundschaft |      |
| Grete-Unrein-Str.            | Jena-West                           | 1948        | Grete Unrein (1872–1945), Jenaer Politikerin und Tochter von Ernst Abbe | 1911–1948 Normannenstraße nach der Turnerschaft Normannia |      |
| Griesheimweg                 | Drackendorf                         | 2001        | Adelsgeschlecht Griesheim, 1716 bis 1746 Besitzer des Rittergutes Drackendorf | |      |
| Grillparzerweg               | Kernberge                           | 1946        | Franz Grillparzer (1791–1872), österreichischer Dramatiker | 1935–1946 Richthofenweg nach Manfred von Richthofen (1892–1918) |      |
| Groschstr.                   | Göschwitz                           | 1991        | Georg Grosch (1895–1987), Musikerzieher und Komponist, in Jena tätig u. a. als Direktor des Instituts für Musikerziehung                                                                                                   | bis 1991 Karl-Marx-Straße nach Karl Marx (1818–1883) |      |
| Gustav-Eichhorn-Str.         | Jena-Süd                            | 1994        | Gustav Eichhorn (1862–1929), Mediziner und Prähistoriker, in Jena tätig u. a. Leiter des Germanischen Museums der Universität Jena                                                                                         | vorher Teil der Gustav-Fischer-Str. nach Gustav Fischer (1845–1910) |      |
| Gustav-Fischer-Str.          | Jena-Süd                            | 1912        | Gustav Fischer (1845–1910), Verleger und Buchhändler, in Jena tätig | |      |
| Gustav-Freytag-Str.          | Jena-Süd                            | 1927        | Gustav Freytag (1816–1895), Schriftsteller und Politiker | bis 1927 Ammerbacher Weg |      |
| Gutenbergstr.                | Jena-West                           | 1900        | Johannes Gutenberg (um 1400–1468), Erfinder des Buchdrucks | |      |
| Händelweg                    | Zwätzen                             | 1997        | Georg Friedrich Händel (1685–1759), Komponist | |      |
| Hanna-Jursch-Straße          | Zwätzen                             | 2020        | Hanna Jursch (1902–1972), Theologin und Professorin an der Universität Jena | |      |
| Hanns-Eisler-Str.            | Winzerla                            | 1973        | Hanns Eisler (1898–1962), österreichischer Komponist, komponierte die DDR-Hymne | bis 1973 Der kalte Weg |      |
| Hans-Berger-Str.             | Neulobeda                           | 1991        | Hans Berger (1873–1941), Neurologe und Psychiater, in Jena tätig u. a. Rektor der Universität Jena | bis 1991 Hermann-Duncker-Str. nach Hermann Duncker (1874–1960) |      |
| Hans-Knöll-Str.              | Jena-Süd                            |             | Hans Knöll (1913–1978), Arzt und Mikrobiologe, Gründer und Leiter des Zentralinstituts für Mikrobiologie und experimentelle Therapie in Jena                                                                               | in den 1960er Jahren als Otto-Ludwig-Straße (nach Otto Ludwig) geplant, um 1995 als Hans-Knöll-Straße erstmals benannt |      |
| Hardenbergweg                | Lichtenhain                         | 1913        | Adelsgeschlecht Hardenberg, Beamte im Herzogtum Sachsen-Altenburg, zu dem Lichtenhain bis 1913 gehörte | |      |
| Haydnstr.                    | Kernberge                           | 1915        | Joseph Haydn (1732–1809), österreichischer Komponist | |      |
| Hegelstr.                    | Zwätzen                             | 1999        | Georg Wilhelm Friedrich Hegel (1770–1831), Philosoph, u. a. in Jena tätig | |      |
| Heinrich-Heine-Str.          | Wenigenjena                         | 1946        | Heinrich Heine (1797–1856), Dichter und Publizist | bis 1946 Brüxer Straße |      |
| Heinrich-Schütz-Weg          | Zwätzen                             | 1997        | Heinrich Schütz (1585–1672), Komponist und Musiker | |      |
| Heinrich-von-Eggeling-Str.   | Wenigenjena                         | 1945        | Heinrich von Eggeling (1838–1911), Lehrer und Kurator der Universität Jena sowie Ehrenbürger der Stadt Jena | 1936–1945 Theodor-Casella-Straße nach Theodor Casella (1900–1923) |      |
| Helene-Holzman-Str.          | Jena-Süd                            | 2015        | Helene Holzman (1891–1968), Malerin und Autorin, in Jena aufgewachsen, Tochter von Siegfried Czapski | |      |
| Helene-Weigel-Str.           | Winzerla                            | 1973        | Helene Weigel (1900–1971), Schauspielerin | |      |
| Helldorffweg                 | Drackendorf                         | 2001        | Adelsgeschlecht Helldorff, besaß das Rittergut Drackendorf im 19. Jahrhundert | |      |
| Helmboldstr.                 | Wenigenjena                         | 1909        | Johann Friedrich Helmbold (1797–1854), Gutsbesitzer | bis 1909 Schillerstr. nach Friedrich Schiller (1759–1805) |      |
| Helmholtzweg                 | Jena-West                           | 1923        | Hermann von Helmholtz (1821–1894), Physiologe und Physiker | |      |
| Herderstr.                   | Jena-West                           | 1904        | Johann Gottfried Herder (1744–1803), u. a. Dichter, Übersetzer und Theologe | |      |
| Hermann-Löns-Str.            | Jena-Süd                            | 1927        | Hermann Löns (1866–1914), Journalist und Schriftsteller | |      |
| Hermann-Pistor-Str.          | Winzerla                            | 1990        | Hermann Pistor (1875–1951), Optiker und Physiker, Direktor der Fachschule für Augenoptik in Jena | |      |
| Hermann-Stapff-Str.          | Wenigenjena                         | 1945        | Hermann Stapff (1852–1928), Jurist und Ehrenbürger der Stadt Jena | 1937–1945 Theodor-Fritsch-Straße nach Theodor Fritsch (1852–1933) |      |
| Herweghstr.                  | Wenigenjena                         | 1946        | Georg Herwegh (1817–1875), Dichter und Übersetzer | |      |
| Heydenreichstr.              | Wenigenjena                         | 1915        | Familie Heydenreich aus Wenigenjena | |      |
| Hildebrandstr.               | Kernberge                           | 1930        | Adolf von Hildebrand (1847–1921), Bildhauer, Erschaffer des Bismarck-Reliefs am Marktbrunnen | |      |
| Hilgenfeldweg                | Jena-Nord                           | 1912        | Adolf Hilgenfeld (1823–1907), Theologe und Professor an der Universität Jena | |      |
| Hornstr.                     | Jena-Süd                            | 1906        | Karl Horn (1794–1879), Theologe, Pastor und einer der Gründer der Urburschenschaft in Jena | |      |
| Hufelandweg                  | Jena-Nord                           | 1910        | Christoph Wilhelm Hufeland (1762–1836), Arzt und Professor an der Universität Jena | bis 1910 Steingraben |      |
| Hugo-Schrade-Str.            | Winzerla                            | 1984        | Hugo Schrade (1900–1974), Manager und Direktor des VEB Carl Zeiss Jena | |      |
| Humboldtstr.                 | Jena-West                           | 1891        | Wilhelm von Humboldt (1767–1835), Gelehrter, Schriftsteller und Staatsmann, lebte zeitweise in Jena | |      |
| Huttenstr.                   | Jena-West                           | 1908        | Ulrich von Hutten (1488–1523), Reichsritter und Humanist | |      |
| Hölderlinweg                 | Kernberge                           | 1927        | Friedrich Hölderlin (1770–1843), Lyriker, lebte zeitweise in Jena | |      |
| Jacob-Michelsen-Str.         | Wenigenjena                         | 1945        | Andreas Ludwig Jacob Michelsen (1801–1881), Historiker, Jurist, Journalist und Politiker, Professor an der Universität Jena und Ehrenbürger der Stadt Jena                                                                 | 1936–1945 Anton-Henchenberg-Str. nach Anton Henchenberg (1902–1923) |      |
| Jahnplatz                    | Jena-West                           | 1997        | Friedrich Ludwig Jahn (1778–1852), Pädagoge, Schulleiter, Publizist und Politiker, lebte zeitweise in Jena | |      |
| Jahnstr.                     | Jena-West                           | 1895        | Friedrich Ludwig Jahn (1778–1852), Pädagoge, Schulleiter, Publizist und Politiker, lebte zeitweise in Jena | |      |
| Jansonstr.                   | Jena-Süd                            | 1894        | Johann August Martin Janson, Lehrer an der Jenaer Bürgerschule oder Bartholomäus Janson, Jenaer Bürgermeister von 1777 bis 1781                                                                                            | |      |
| Joachim-Darjes-Straße        | Zwätzen                             | 2008        | Joachim Georg Darjes (1714–1791), u. a. Jurist und Ökonom, Professor an der Universität Jena, später Rektor | |      |
| Johann-Friedrich-Str.        | Jena-Süd                            | 1906        | Johann Friedrich I. (1503–1554), Kurfürst von Sachsen und Gründer der Universität Jena | |      |
| Johann-Griesbach-Str.        | Jena-Nord                           | 1927        | Johann Jakob Griesbach (1745–1812), Theologe und Professor an der Universität Jena | |      |
| Johann-Nikolaus-Bach-Weg     | Zwätzen                             | 1997        | Johann Nikolaus Bach (1669–1753), Komponist, u. a. ab 1696 Organist an der Stadtkirche St. Michael und ab 1719 Universitätsorganist an der Kollegienkirche                                                                 | |      |
| Johannes-R.-Becher-Str.      | Winzerla                            | 1973        | Johannes R. Becher (1891–1958), Schriftsteller und Politiker, lebte zeitweise in Jena, Ehrenbürger der Stadt Jena | |      |
| Johannisplatz                | Jena-Zentrum                        | vor 1879    | nach Johannes dem Täufer (ca. 5 v. Chr. bis ca. 30) bzw. der Kapelle St. Johannis | vormals Am Johannisplatz und Am Johannistor |      |
| Johannisstr.                 | Jena-Zentrum                        | 1874        | nach Johannes dem Täufer (ca. 5 v. Chr. bis ca. 30) bzw. der Kapelle St. Johannis | vorher Johannisgasse |      |
| Judith-Auer-Str.             | Neulobeda                           | 1980        | Judith Auer (1905–1944), Widerstandskämpferin gegen den Nationalsozialismus | |      |
| Julius-Lien-Weg              | Lobeda-Altstadt                     | 2004        | Julius Lien (1872–1962), Buchbinder und Heimatdichter, lebte in Jena bzw. Lobeda | vorher Teil der Spitzbergstr. |      |
| Julius-Schaxel-Str.          | Wenigenjena                         | 1962        | Julius Schaxel (1887–1943), Zoologe und Entwicklungsbiologe, Professor an der Universität Jena | 1936–1945 Wilhelm-Ehrlich-Straße nach Wilhelm Ehrlich (1894–1923) 1945–1962 Max-Fischer-Straße nach Max Fischer (1857–1930) |      |
| Juri-Gagarin-Str.            | Zwätzen                             | 1974        | Juri Gagarin (1934–1968), sowjetischer Kosmonaut und der erste Mensch im Weltraum, besuchte Jena 1963 | |      |
| Karl-Brauckmann-Str.         | Wenigenjena                         | 2016        | Karl Brauckmann (1862–1938), Sonderpädagoge, Hochschullehrer und Stadtrat in Jena | |      |
| Karl-Günther-Str.            | Wenigenjena                         | 1950        | Karl Günther (1863–1933), Zimmermeister aus Wenigenjena | bis 1950 Kriegerheimstr. |      |
| Karl-Griewank-Straße         | Jena-Süd                            | 2008        | Karl Griewank (1900-–1953), Historiker, Professor an der Universität Jena | |      |
| Karl-Liebknecht-Str.         | Wenigenjena                         | 1946        | Karl Liebknecht (1871–1919), Politiker | –1937 Bürgelsche Straße nach Bürgel 1937–1945 Straße der SA 1945–1946 Bürgelsche Straße |      |
| Karl-Marx-Allee              | Neulobeda                           | 1973        | Karl Marx (1818–1883), u. a. Philosoph, Ökonom und Gesellschaftstheoretiker, an der Universität Jena promoviert | |      |
| Karl-Rothe-Str.              | Wenigenjena                         | 1945        | Karl Rothe (1848–1921), Politiker, Staatsminister von Sachsen-Weimar-Eisenach und Ehrenbürger der Stadt Jena | 1936–1945 Karl-Laforce-Str. nach Karl Laforce (1904–1923) |      |
| Karl-Schmid-Ring             | Zwätzen                             | 1999        | Carl Christian Erhard Schmid (1761–1812), Theologe und Philosoph, an der Universität Jena studiert und gelehrt | |      |
| Karl-von-Brüger-Straße       | Wenigenjena                         | 1945        | Karl von Brüger (1822–1905), Jurist, in Jena geboren und tätig | 1936–1945 Von-der-Pfordten-Straße nach Theodor von der Pfordten (1873–1923) |      |
| Katharinenstr.               | Jena-West                           | 1900        | Katharina von Bora (1499–1552), Reformatorin und die Ehefrau Martin Luthers | |      |
| Kefersteinstr.               | Jena-Süd                            | 1907        | Gustav Heinrich Horst Keferstein (1828–1907), Pädagoge, in Jena tätig | |      |
| Keßlerstr.                   | Burgau                              | 1927        | August Keßler (1831–1916), Bürgermeister von Burgau | |      |
| Kieserstr.                   | Wenigenjena                         | 1909        | Dietrich Georg Kieser (1779–1862), Mediziner, Psychiater und Politiker, u. a. Rektor der Universität Jena | 1891–1909 Quergasse |      |
| Klara-Griefahn-Str.          | Lobeda-Altstadt                     | 1945        | Klara Griefahn (1897–1945), jüdische Ärztin, ab 1922 in Lobeda tätig | bis 1927 Wöllnitzer Str. 1927–1945 Schulstraße |      |
| Klopfleischstr.              | Wenigenjena                         | 1945        | Christian Klopfleisch (1799–1886), Pfarrer und Ehrenbürger der Stadt Jena | bis 1945 Martin-Faust-Straße nach Martin Faust (1901–1923) |      |
| Knebelstr.                   | Jena-Zentrum                        | 1905        | Karl Ludwig von Knebel (1744–1834), Lyriker und Übersetzer, in Jena tätig | |      |
| Kochstr.                     | Jena-Süd                            | 1898        | Hermann Koch (1814–1902), Bankier und Ehrenbürger der Stadt Jena | bis 1898 Bellachstr. |      |
| Konrad-Zuse-Str.             | Göschwitz / Burgau                  | 1993        | Konrad Zuse (1910–1995), Informatiker und Bauingenieur | |      |
| Kreußlerstr.                 | Jena-Süd                            | 1913        | Wilhelm Kreußler (1597–1673), Fechtmeister, in Jena tätig | |      |
| Kronfeldstr.                 | Jena-Süd                            | 1899 1990   | Ernst Wilhelm Kronfeld (1819–1892), Leiter der ersten Bürgerschule | 1958–1990 Adolf-Schelle-Straße nach Adolf Schelle (1899–1920) |      |
| Kuno-Fischer-Ring            | Zwätzen                             | 2008        | Kuno Fischer (1824–1907), Philosoph, Professor und später Rektor der Universität Jena | |      |
| Kurt-Weill-Weg               | Winzerla                            | 2012        | Kurt Weill (1900–1950), Komponist | |      |
| Käthe-Kollwitz-Str.          | Jena-Zentrum                        | 1945        | Käthe Kollwitz (1867–1945), Künstlerin | bis 1945 Kaiserin-Augusta-Str. nach Augusta von Sachsen-Weimar-Eisenach (1811–1890) |      |
| Lassallestr.                 | Jena-West                           | 1946        | Ferdinand Lassalle (1825–1864), Schriftsteller und Politiker | 1908–1946 Roonstraße nach Albrecht von Roon (1803–1879) |      |
| Leibnizstr.                  | Zwätzen                             | 1999        | Gottfried Wilhelm Leibniz (1646–1716), Philosoph und Wissenschaftler, in Jena studiert | |      |
| Leo-Sachse-Str.              | Kernberge                           | 1914        | Leo Sachse, (1843–1909), Gymnasialdirektor in Jena | |      |
| Leonhardtweg                 | Jena-West                           | vor 1913    | Carl Leonhardt (1945–1921), Bürgerschullehrer in Jena | |      |
| Lessingstr.                  | Jena-West                           | 1914        | Gotthold Ephraim Lessing (1729–1781), Dichter der Aufklärung | |      |
| Liselotte-Herrmann-Str.      | Neulobeda                           | 1975        | Liselotte Herrmann (1909–1938), kommunistische Widerstandskämpferin | |      |
| Loderstraße                  | Jena-West                           | 1991        | Justus Christian Loder (1753–1832), deutsch-baltischer Mediziner und Anatom, zwischen 1778 und 1803 Professor der Medizin an der Universität Jena                                                                          | 1909–1935 An der Westschule 1935–1945 An der Bismarckschule 1945–1980 An der Westschule 1980–1991 Professor-Loder-Straße |      |
| Lommerweg                    | Jena-West / Jena-Zentrum            | 1910        | Horst Lommer (1824–1905), Jurist, Vorsitzender des Jenaer Verschönerungsvereins | |      |
| Lortzingweg                  | Zwätzen                             | 1997        | Albert Lortzing (1801–1851), Komponist, Sänger und Dirigent | |      |
| Lucas-Cranach-Allee          | Münchenroda                         | 1993        | Lucas Cranach d. Ä. (1472–1553), Maler und Grafiker | |      |
| Ludwig-Uhland-Weg            | Wogau                               | 1994        | Ludwig Uhland (1787–1862), Dichter, Jurist und Politiker | |      |
| Ludwig-Weimar-Gasse          | Jena-Zentrum                        | 1930        | Ludwig Weimar (1816–1895), Kommerzienrat in Jena | bis 1930 Postgasse |      |
| Luise-Seidler-Straße         | Kernberge                           | 1945        | Louise Seidler (1786–1866), Malerin, in Jena geboren und gelebt | bis 1945 Jacob-Johannes-Straße |      |
| Lutherplatz                  | Jena-Zentrum                        | 1881        | Martin Luther (1483–1546), Reformator und Theologe, Luther übernachte u. a. 1522 im Gasthof „Zum Schwarzen Bären“ am heutigen Lutherplatz, sein Grabstein befindet sich in der Jenaer Stadtkirche St. Michael              | |      |
| Lützowstraße                 | Lichtenhain                         | 1952        | Ludwig Adolf Wilhelm von Lützow (1782–1834), preußischer Generalmajor und Begründer des Lützowschen Freikorps; Mitglieder des Freikorps gründeten in Jena 1815 die Urburschenschaft                                        | bis 1952 Georgstraße |      |
| Lyonel-Feininger-Straße      | Münchenroda                         | 1993        | Lyonel Feininger (1871–1956), deutsch-amerikanischer Maler und Grafiker, u. a. am Bauhaus in Weimar | |      |
| Magnus-Poser-Str.            | Wenigenjena                         | 1950        | Magnus Poser (1907–1944), Kommunist und Widerstandskämpfer, in Jena geboren und politisch aktiv | bis 1950 Carl-Alexander-Straße nach Großherzog Carl Alexander |      |
| Maria-Pawlowna-Straße        | Zwätzen                             | 2017        | Maria Pawlowna (1786–1859), Großherzogin von Sachsen-Weimar-Eisenach | |      |
| Marie-Juchacz-Str.           | Wenigenjena                         | 2011        | Marie Juchacz (1879–1956), Sozialreformerin, Sozialdemokratin und Frauenrechtlerin. | bis 1984 Alte Landstraße |      |
| Martin-Niemöller-Str.        | Lobeda-Altstadt                     | 1984        | Martin Niemöller (1892–1984), Theologe und Widerstandskämpfer | bis 1984 Alte Landstraße |      |
| Mathilde-Vaerting-Str.       | Jena-Zentrum                        |             | Mathilde Vaerting (1884–1977), Pädagogin und Soziologin, 1923–1933 Professorin für Pädagogik an der Universität Jena | |      |
| Matthias-Domaschk-Str.       | Neulobeda                           | 1996        | Matthias Domaschk (1957–1981), Bürgerrechtler und Stasi-Opfer, lebte in Jena | |      |
| Maurerstr.                   | Kernberge / Wenigenjena             | 1912        | Carl Ludwig Heinrich Maurer (1850–1913), großherzoglicher Garteninspektor | 1936–1945 zwischen Burgweg und Fuchsturmweg als Gustloffstraße nach Wilhelm Gustloff |      |
| Max-Grossmann-Str.           | Jena-Süd                            | 1993        | Max Grossmann (1877–1938), Ingenieur im Jenaer Glaswerk Schott, im KZ Buchenwald verstorben | |      |
| Max-Gräfe-Gasse              | Zwätzen                             | 1948        | Ernst Julius Maximilian Gräfe (1864–1917), Pächter des Kammerguts in Zwätzen | 1927–1948 Marktstraße |      |
| Max-Reger-Weg                | Jena-West                           | 1916        | Max Reger (1873–1916), Komponist, lebte in Jena | |      |
| Max-Steenbeck-Str.           | Winzerla                            | 1984        | Max Steenbeck (1904–1981), Physiker, Direktor des Instituts für Magnetohydrodynamik in Jena sowie Professor an der Universität Jena                                                                                        | |      |
| Max-Wien-Platz               | Jena-West                           | 1958        | Max Wien (1866–1938), Physiker, u. a. Direktor des Physikalischen Instituts an der Universität Jena | |      |
| Melanchthonstr.              | Jena-Süd / Jena-West                | 1903        | Philipp Melanchthon (1497–1560), u. a. Philologe, Philosoph, Humanist und Theologe, lebte kurzzeitig in Jena | |      |
| Mendelssohnweg               | Zwätzen                             | 1997        | Felix Mendelssohn Bartholdy (1809–1847), Komponist und Pianist | |      |
| Michael-Häußler-Weg          | Zwätzen                             | 1927        | Michael Häußler (1796–1878), Gärtner der Großherzoglichen Baumschule in Zwätzen | |      |
| Moritz-Seebeck-Str.          | Jena-Süd                            | 1927        | Moritz Seebeck (1805–1884), Altertumswissenschaftler und Pädagoge, Kurator der Universität Jena und Ehrenbürger der Stadt Jena                                                                                             | |      |
| Moritz-von-Berlepsch-Str.    | Zwätzen                             | 2020        | Moritz von Berlepsch (1736–1809), letzter Landkomtur der Deutschordensballei Thüringen in Zwätzen | |      |
| Moritz-von-Rohr-Str.         | Jena-Süd / Lichtenhain              | 1993        | Moritz von Rohr (1868–1940), Optiker, u. a. Assistent von Ernst Abbe und außerordentlicher Professor für Optik in der Medizin an der Universität Jena                                                                      | |      |
| Mozartweg                    | Zwätzen                             | 1997        | Wolfgang Amadeus Mozart (1756–1791), Salzburger Musiker und Komponist | |      |
| Musäusring                   | Neulobeda                           | 1991        | Johann Karl August Musäus (1735–1787), Philologe und Schriftsteller, in Jena geboren und studiert | bis 1991 Teil der Otto-Militzer-Straße nach Otto Militzer |      |
| Naumannstr.                  | Jena-West                           | 1946        | Ernst Naumann (1832–1910), Organist und Kapellmeister in Jena, ab 1877 Professor an der Universität Jena | 1904–1946 Wörthstraße nach der Schlacht bei Wörth |      |
| Netzstr.                     | Wenigenjena                         | 1945        | Eduard Netz (1807–1893), Bürgerschullehrer und Ehrenbürger der Stadt Jena und Carl Netz (1852–1927), Fabrikant und Ehrenbürger der Stadt Jena                                                                              | bis 1945 Klaus-von-Pape-Str. nach Klaus von Pap (1904–1923)e |      |
| Nietzschestr.                | Zwätzen                             | 1999        | Friedrich Nietzsche (1844–1900), Philosoph und klassischer Philologe | |      |
| Nikolaus-Theiner-Str.        | Lobeda-Altstadt                     | 1948        | Nikolaus Theiner (1535/40–1620), Steinmetz und Baumeister aus Lobeda | 1927–1948 Schloßstraße |      |
| Novalisstr.                  | Neulobeda                           | 1991        | Novalis (1772–1801), Schriftsteller und Philosoph | bis 1991 Teil der Otto-Militzer-Straße nach Otto Militzer |      |
| Okenstr.                     | Jena-Süd                            | 1910        | Lorenz Oken (1779–1851), u. a. Philosoph und Naturforscher, 1807 bis 1819 Professor an der Universität Jena | |      |
| Olga-Benario-Weg             | Lobeda-Altstadt                     | 1975        | Olga Benario (1908–1942), Kommunistin und Opfer des Nationalsozialismus | |      |
| Oskar-Zachau-Str.            | Wenigenjena                         | 1945        | Oskar Zachau (1836–1920), Jenaer Bürgerschuldirektor | 1936–1945 Wilhelm-Wolf-Straße nach Wilhelm Wolf (1898–1923) |      |
| Otto-Devrient-Str.           | Jena-West                           | 1927        | Otto Devrient (1838–1894), Schauspieler und Dramatiker, 1881 bis 1884 in Jena, Ehrenbürger von Jena | 1942 geplante Umbenennung in Adolf-Bartel-Straße nach Adolf Bartel wurde verworfen |      |
| Otto-Engau-Str.              | Kernberge                           | 1945        | Otto Engau (1859–1933), Buchdrucker und Heimatdichter | 1913–1945 Über der Ziegenhainer Straße |      |
| Otto-Eppenstein-Str.         | Winzerla / Göschwitz                | 2011        | Otto Eppenstein (1876–1942), Physiker, an der Universität Jena promoviert und bei Carl Zeiss tätig | |      |
| Otto-Liebmann-Ring           | Zwätzen                             | 2008        | Otto Liebmann (1840–1912), Philosoph, an der Universität Jena studiert und gelehrt, später Rektor | bis 2008 Liebmannstraße |      |
| Otto-Militzer-Str.           | Neulobeda                           | 1980        | Otto Militzer (1901–1945), Antifaschist und Kommunist | |      |
| Otto-Schott-Str.             | Jena-Süd                            | 1909        | Otto Schott (1851–1935), Chemiker und Glastechniker, ab 1882 in Jena tätig, Gründer der heutigen Schott AG | bis 1909 Lichtenhainer Straße |      |
| Otto-Wagner-Str.             | Wenigenjena                         | 2016        | Otto Wagner (1877–1962), Politiker, Zweiter Oberbürgermeister und Ehrenbürger von Jena | |      |
| Ottogerd-Mühlmann-Str.       | Jena-Nord                           | 1991        | Ottogerd Mühlmann (1908–1987), Pädagoge, Kunsthistoriker und Denkmalpfleger, in Jena studiert und promoviert | 1962–1991 Straße des 8. Mai |      |
| Paul-Klee-Str.               | Münchenroda                         | 1993        | Paul Klee (1879–1940), Maler und Grafiker, 1924 Ausstellung und Vortrag beim Jenaer Kunstverein | |      |
| Paul-Schneider-Str.          | Neulobeda                           | 1991        | Paul Schneider (1897–1939), evangelischer Pfarrer und Opfer des Nationalsozialismus | vor 1991 Teil der Richard-Zimmermann-Straße |      |
| Paul-Weber-Str.              | Jena-Nord                           | 1945        | Paul Weber (1868–1930), Kunsthistoriker und Denkmalpfleger, ab 1917 Professor an der Universität Jena, Gründer des Jenaer Stadtmuseums                                                                                     | –1945 General-Wever-Straße nach Walther Wever (1887–1936) |      |
| Pestalozzistr.               | Wenigenjena                         | 1927        | Johann Heinrich Pestalozzi (1746–1827), Schweizer Pädagoge | |      |
| Philipp-Müller-Str.          | Jena-Süd                            | 1952        | Philipp Müller (1931–1952), Arbeiter und Kommunist | 1939–1945 Planettastraße nach Otto Planetta (1899–1934) 1945–1952 August-Kotthaus-Straße nach August Kotthaus (1884–1941) |      |
| Prüssingstr.                 | Göschwitz / Burgau                  | 1936 1990   | Godhard Prüssing (1828–1903), Ingenieur und Zementfabrikant, Gründer des Zementwerkes in Göschwitz | 1915–1936 Bahnhofstraße 1951–1976 Ernst-Thälmann-Straße nach Ernst Thälmann (1886–1944) 1976–1991 Hans-Beimler-Straße nach Hans Beimler (1895–1936)                                                                                   |      |
| Rathenaustr.                 | Jena-Süd                            | 1946        | Walther Rathenau (1867–1922), Industrieller, Schriftsteller und Politiker | 1881–1886 Obere Jüdengasse 1886–1936 Kasernenstraße 1936–1945 Von-Taysen-Straßen nach Friedrich von Taysen (1866–1940) |      |
| Reichardtstieg               | Jena-West                           | 1907        | Eduard Reichardt (1827–1891), Agrikulturchemiker, in Jena studiert und gewirkt | |      |
| Reinhold-Härzer-Str.         | Jena-Süd                            | 1959        | Wilhelm Friedrich Reinhold Härzer (1861–1912), Mitbegründer der Jenaer SPD | |      |
| Reinholdweg                  | Jena-Nord                           | 1931        | Karl Leonhard Reinhold (1757–1823), Philosoph, 1787 bis 1794 Professor an der Universität Jena | |      |
| Rembrandtstr.                | Münchenroda                         | 1993        | Rembrandt van Rijn (1606–1669), niederländischer Künstler | |      |
| Ricarda-Huch-Weg             | Jena-Nord                           | 1947        | Ricarda Huch (1864–1947), u. a. Schriftstellerin und Philosophin, lebte von 1935 bis 1947 in Jena, Ehrendoktorwürde der Friedrich-Schiller-Universität                                                                     | 1881–1947 teils als Oberer Philosophenweg |      |
| Richard-Sorge-Str.           | Neulobeda                           | 1975        | Richard Sorge (1895–1944), Kommunist, Schriftsteller und Geheimdienstmitarbeiter, 1921 zum Parteitag der KPD in Jena | |      |
| Richard-Strauss-Weg          | Zwätzen                             | 1997        | Richard Strauss (1864–1949), Komponist | |      |
| Richard-Zimmermann-Str.      | Neulobeda                           | 1973        | Richard Zimmermann (1876–1969), Politiker, in Jena gewirkt | |      |
| Riedstr.                     | Jena-West                           | 1898        | Franz Jordan von Ried (1810–1895), Chirurg, ab 1846 Professor an der Universität Jena | |      |
| Riemannstr.                  | Jena-Süd                            | 1906        | Heinrich Riemann (1793–1872), Theologe und Mitgründer der Urburschenschaft in Jena | |      |
| Robert-Blum-Str.             | Jena-Nord                           | 1950        | Robert Blum (1807–1848), u. a. Politiker und Publizist | –1950 Blücherstraße |      |
| Roland-Ducke-Weg             | Kernberge                           | 2016        | Roland Ducke (1934–2005), Fußballspieler und -trainer beim FC Carl Zeiss Jena | vormals Teil der Oberaue |      |
| Rolfinckstr.                 | Jena-Süd                            | 1933        | Werner Rolfinck (1599–1673), Arzt, Naturforscher und Botaniker, ab 1629 Professor später mehrfach Rektor der Universität Jena                                                                                              | bis 1933 Siegfried-Czapski-Straße nach Siegfried Czapski (1861–1907) |      |
| Rosa-Luxemburg-Str.          | Jena-West                           | 1946        | Rosa Luxemburg (1871–1919), Vertreterin der Arbeiterbewegung und des Marxismus | 1911–1946 Weißenburgstraße nach der Schlacht bei Weißenburg |      |
| Rosalind-Franklin-Str.       | Jena-Süd                            | 2018        | Rosalind Franklin (1920–1958), britische Biochemikerin | |      |
| Rowena-Morse-Str.            | Zwätzen                             | 2020        | Rowena Morse (1870–1958), US-amerikanische Theologin, Philosophin und Kunsthistorikerin, an der Universität Jena als erste Frau promoviert                                                                                 | |      |
| Rubensstr.                   | Münchenroda                         | 1993        | Peter Paul Rubens (1577–1640), flämischer Maler | |      |
| Rudolf-Breitscheid-Str.      | Neulobeda                           | 1975        | Rudolf Breitscheid (1874–1944), Politiker | |      |
| Rudolf-Eucken-Str.           | Jena-Süd                            | 1927        | Rudolf Eucken (1846–1926), Philosoph, 1874–1920 Professor an der Universität Jena, Ehrenbürger von Jena | |      |
| Rudolf-Straubel-Str.         | Jena-Süd                            | 1945        | Rudolf Straubel (1864–1943), Physiker, in Jena promoviert und u. a. Mitglied der Geschäftsleitung bei Carl Zeiss | –1945 Hubert-Klausner-Straße nach Hubert Klausner ?? |      |
| Salvador-Allende-Platz       | Neulobeda                           | 1975        | Salvador Allende (1908–1973), chilenischer Arzt und Politiker | geplant als Salvador-Allende-Straße |      |
| Salvador-Dali-Str.           | Münchenroda                         | 1993        | Salvador Dalí (1904–1989), spanischer Maler und Grafiker | |      |
| Schaefferstr.                | Jena-West                           | 1894        | Hermann Schaefer (1907–1969), Physiker und Mathematiker | |      |
| Scharnhorststr.              | Jena-Nord                           | 1911        | Gerhard von Scharnhorst (1755–1813), preußischer Generalleutnant und Heeresreformer | |      |
| Scheidlerstr.                | Jena-Süd                            | 1906        | Karl Hermann Scheidler (1795–1866), Philosoph und Staatswissenschaftler, an der Universität Jena promoviert und gelehrt, Mitbegründer der Urburschenschaft                                                                 | |      |
| Schenkstr.                   | Wenigenjena                         | 1945        | Emil Schenk (1821–1902), Landesjustizrat, u. a. Oberbürgermeister und Ehrenbürger von Jena | vormals teils Polkaweg, bereits seit 1891 Schenkstraße nach der dort befindlichen Ratsschenke 1945 Umwidmung bei Belassung des Namens                                                                                                 |      |
| Schillbachstr.               | Jena-West                           | 1912        | Ludwig Schillbach (1825–1898), Mediziner, Professor an der Universität Jena | |      |
| Schillergäßchen              | Jena-Zentrum                        | 1881        | Friedrich Schiller (1759–1805), Dichter, Philosoph und Historiker, in Jena gelebt und gelehrt sowie in der Schillerkirche geheiratet                                                                                       | vorher Mönchsgasse |      |
| Schillerstr.                 | Jena-Zentrum                        | 1889        | Friedrich Schiller (1759–1805), Dichter, Philosoph und Historiker, in Jena gelebt und gelehrt sowie in der Schillerkirche geheiratet                                                                                       | |      |
| Schillstr.                   | Wenigenjena                         | 1952        | Ferdinand von Schill (1776–1809), preußischer Offizier | bis 1911–1952 Feodorastraße nach Feodora von Sachsen-Meiningen (1890–1972) |      |
| Schlegelstr.                 | Neulobeda                           | 1991        | August Wilhelm Schlegel (1767–1845), u. a. Literaturhistoriker und Übersetzer, lehrte ab 1795 an der Universität Jena Friedrich Schlegel (1772–1829), u. a. Kulturphilosoph und Schriftsteller, in Jena gelebt und gewirkt | 1980–1991 Werner-Eggerath-Straße nach Werner Eggerath (1900–1977) |      |
| Schleidenstr.                | Jena-Süd                            | 1904        | Matthias Jacob Schleiden (1804–1881), Botaniker, Professor an der Universität Jena und Direktor des Botanischen Gartens | |      |
| Schomerusstr.                | Winzerla                            | 1991        | Friedrich Schomerus (1876–1963), u. a. Mitglied der Geschäftsleitung bei Carl Zeiss und Bevollmächtigter der Carl-Zeiss-Stiftung, Ehrenbürger von Jena                                                                     | |      |
| Schreckenbachweg             | Löbstedt                            | 1937        | Paul Schreckenbach (1866–1922), Pfarrer und Schriftsteller | 1927–1937 Unterm Heiligenberg |      |
| Schrödingerstr.              | Winzerla                            | 1991        | Erwin Schrödinger (1887–1961), österreichischer Physiker und Wissenschaftstheoretiker, 1920 Professor an der Universität Jena                                                                                              | 1984–1991 Fritz-Kunst-Straße nach Fritz Kunst (1899–1979) |      |
| Schroeterstr.                | Jena-Süd                            | 1909        | Johann von Schroeter (1513–1593), Mediziner, Professor und erster Rektor an der Universität Jena | |      |
| Schubertweg                  | Zwätzen                             | 1997        | Franz Schubert (1797–1828), österreichischer Komponist | |      |
| Seidelstr.                   | Kernberge                           | 1913        | Moritz Seidel (1936–1912), Mediziner, Professor an der Universität Jena und Ehrenbürger von Jena | |      |
| Sellierstr.                  | Jena-Süd                            | 1881        | August Louis Philippe Sellier (1819–1896), ließ mehrere Villen in der Straße bauen | |      |
| Semmelweisstr.               | Jena-West                           | 1952        | Ignaz Semmelweis (1818–1865), ungarischer Arzt | |      |
| Sickingenstr.                | Jena-West                           | 1915        | Franz von Sickingen (1481–1523), Anführer der rheinischen und schwäbischen Ritterschaft | |      |
| Siegfried-Czapski-Str.       | Jena-Süd                            | 1930 / 1945 | Siegfried Czapski (1861–1907), Physiker, Optiker und Unternehmer, u. a. Mitglied der Geschäftsleitung bei Carl Zeiss | 1933–1945 Holzweberstr. nach Franz Holzweber (1904–1934) |      |
| Singerweg                    | Jena-Nord                           | 1924        | Heinrich Singer (1854–1927), Oberbürgermeister von Jena von 1889 bis 1912 | |      |
| Sophienhöhe                  | Kernberge                           | 2002        | nach Landschaftsbezeichnung, die auf Großherzogin Sophie (1824–1897), Großherzogin von Sachsen-Weimar-Eisenach, zurückgeht                                                                                                 | bis 1905 teils als Obere Wöllnitzer Straße |      |
| Sophienstr.                  | Jena-Zentrum                        | 1898 / 1991 | Großherzogin Sophie (1824–1897), Prinzessin der Niederlande, Großherzogin von Sachsen-Weimar-Eisenach | 1952–1991 Leninstraße nach Wladimir Iljitsch Lenin (1870–1924) |      |
| St.-Florian-Weg              | Isserstedt                          | 2002        | Sankt Florian (3. Jh.–304), Offizier der römischen Armee, Schutzpatron der Feuerwehr | |      |
| St.-Jakob-Str.               | Jena-Zentrum                        | 1897        | nach der ehem. Kapelle St. Jacob, die nach Jakobus dem Älteren (–44) benannt ist | bis 1897 Weidengang |      |
| Stadtrat-Lehmann-Str.        | Wenigenjena                         | 1937        | Friedrich Wilhelm Lehmann (1865–1937), letzter Bürgermeister von Wenigenjena und Stadtrat in Jena | |      |
| Stauffenbergstr.             | Neulobeda                           | 1991        | Claus Schenk Graf von Stauffenberg (1907–1944), Offizier und Widerständler gegen den Nationalsozialismus | 1969–1991 Otto-Grotewohl-Straße nach Otto Grotewohl (1894–1964) |      |
| Steubenstr.                  | Jena-Nord                           | 1932        | Friedrich Wilhelm von Steuben (1730–1794), Auswanderer und US-amerikanischer General | |      |
| Stifterstr.                  | Jena-Nord                           | 1946        | Adalbert Stifter (1805–1868), österreichischer Dichter und Maler | 1936–1946 Litzmannstr. nach Karl Litzmann (1850–1936) |      |
| Stoystr.                     | Jena-West                           | 1891        | Karl Volkmar Stoy (1815–1885), Pädagoge, in Jena habilitiert und Gründer der heutigen Karl-Volkmar-Stoy-Schule | |      |
| Strigelstr.                  | Jena-Süd                            | 1909        | Viktorin Strigel (1524–1569), Theologe, Professor und Rektor der Universität Jena | |      |
| Struvestr.                   | Lobeda-Altstadt                     | 1948        | Burkhard Gotthelf Struve (1671–1738), Polyhistor und Bibliothekar, Professor für Geschichte an der Universität Jena, später Rektor                                                                                         | bis 1927 Untere Schloßgasse 1927–1948 Adlergasse |      |
| Susanne-Bohl-Str.            | Lobeda-Altstadt                     | 1948        | Susanne Bohl (1738–1806), Gelegenheitsdichterin der Goethe-Zeit, Frau des Lobedaer Bürgermeisters Johann Justin Bohl | bis 1927 Sophienstraße nach Großherzogin Sophie (1824–1897) 1927–1948 Kirchberg |      |
| Telemannweg                  | Zwätzen                             | 1997        | Georg Philipp Telemann (1681–1767), Komponist | |      |
| Theo-Neubauer-Str.           | Jena-Zentrum                        | 1952        | Theodor Neubauer (1890–1945), Politiker und Widerstandskämpfer. u. a. in Jena studiert | 1909–1952 Karolinenstr. nach Caroline Reuß zu Greiz (1884–1905) |      |
| Theobald-Renner-Str.         | Neulobeda                           | 1991        | Theobald Renner (1779–1850), Veterinärmediziner, in Jena gewirkt | 1969–1991 Edwin-Morgner-Straße nach Edwin Morgner (1884–1943) |      |
| Theodor-Fontane-Weg          | Wogau                               | 1994        | Theodor Fontane (1819–1898), Schriftsteller | |      |
| Theodor-Storm-Weg            | Wogau                               | 1994        | Theodor Storm (1817–1888), Schriftsteller und Jurist | |      |
| Thomas-Mann-Str.             | Jena-Nord / Jena-Zentrum            | 1955        | Thomas Mann (1875–1955), Schriftsteller, Ehrendoktor der Universität Jena | 1881–1955 Unterer Philosophenweg |      |
| Thomas-Müntzer-Weg           | Zwätzen                             | 1950        | Thomas Müntzer (1489–1525), Reformator und Bauernkriegsführer | zwischenzeitlich Thomas-Müntzer-Straße |      |
| Tieckstr.                    | Neulobeda                           | 1991        | Ludwig Tieck (1773–1853), u. a. Dichter und Schriftsteller, 1799–1800 in Jena tätig | 1975–1991 Karl-Barthel-Straße nach Karl Barthel (1907–1974) |      |
| Timlerweg                    | Jena-West                           | 1925        | Heinrich Timler (1858–1939), Stadtrat und Ehrenbürger von Jena | |      |
| Treunertstr.                 | Kernberge                           | 1930        | Wilhelm Treunert (1797–1860), Lyriker, in Jena geboren und gewirkt | |      |
| Trüperweg                    | Kernberge                           | 1991        | Johannes Trüper (1855–1921), Pädagoge und Mitbegründer der Heilpädagogik, ab 1887 in Jena studiert und gewirkt | 1905–1952 Sophienhöhe nach Landschaftsbezeichnung, die auf Großherzogin Sophie (1824–1897) zurückgeht 1952–1991 Bernhard-Kellermann-Straße nach Bernhard Kellermann (1879–1951)                                                       |      |
| Tümplingstr.                 | Wenigenjena                         | 1926        | Familie Tümpling, besaß mehrere Besitzungen in und um Jena | –1926 Kunitzer Weg nach Kunitz |      |
| Ulmerstr.                    | Wenigenjena                         | 1930        | Karl Friedrich Wilhelm Weimar, genannt Ulmer, (1827–1896), Kaufmann und Gründer der Fuchsturmgesellschaft | |      |
| Ulrichweg                    | Lichtenhain                         | 1913        | möglicherweise nach Ulrich von Lichtenhain (gest. 1501) | |      |
| Van-Gogh-Str.                | Münchenroda                         | 1993        | Vincent van Gogh (1853–1890), niederländischer Maler und Zeichner | |      |
| Victor-Goerttler-Str.        | Winzerla                            | 2007        | Victor Goerttler (1897–1982), Veterinärmediziner, Direktor der Veterinäranstalt in Jena | |      |
| Viktor-von-Scheffel-Weg      | Jena-Süd                            | 1947        | Joseph Victor von Scheffel (1826–1886), Schriftsteller, mehrfach in Jena, Ehrenmitglied der Burschenschaft Teutonia zu Jena                                                                                                | |      |
| Von-Fallersleben-Weg         | Wogau                               | 1994        | Heinrich Hoffmann von Fallersleben (1798–1874), Dichter und Germanist | |      |
| Von-Hase-Weg                 | Jena-Nord / Jena-Zentrum            | 1912 / 1945 | Karl von Hase (1800–1890), Theologe, Professor an der Universität Jena, Ehrenbürger von Jena | 1912–1944 Haseweg 1944–1945 Generaloberst-Korten-Weg nach Günther Korten (1898–1944) |      |
| Wackenroderstr.              | Jena-Süd                            |             | Heinrich Wackenroder (1798–1854), Chemiker und Pharmazeut, Professor an der Universität Jena | |      |
| Walter-Dexel-Str.            | Münchenroda                         | 1993        | Walter Dexel (1890–1973), Maler und Grafiker, zwischen 1916 und 1928 Ausstellungsleiter des Jenaer Kunstvereins | |      |
| Wanderslebstr.               | Winzerla                            | 1991        | Ernst Wandersleb (1879–1963), u. a. Fotograf und Physiker, Wissenschaftler bei Carl Zeiss | bis 1991 Teil der Hugo-Schrade-Straße |      |
| Weigelstr.                   | Jena-Zentrum                        | 1899        | Erhard Weigel (1625–1699), Mathematiker und Philosoph, ab 1653 Professor an der Universität Jena, später Rektor, das Weigelsche Haus war eines der Sieben Wunder von Jena                                                  | |      |
| Werner-Seelenbinder-Str.     | Neulobeda                           | 1969        | Werner Seelenbinder (1904–1944), Ringer und Kommunist | |      |
| Wildenbruchstr.              | Jena-Süd                            | 1927        | Ernst von Wildenbruch (1845–1909), Schriftsteller und Diplomat | |      |
| Wildstr.                     | Jena-West                           | 1897        | Karl Gustav Ludwig Wild (1823–1896), Vorsitzender des Gemeinderates und Erbauer des Saalbahnhofes | |      |
| Wilhelm-Busch-Weg            | Wogau                               | 1994        | Wilhelm Busch (1832–1908), Dichter und Zeichner | |      |
| Wilhelm-Hauff-Weg            | Wogau                               | 1994        | Wilhelm Hauff (1802–1827), Schriftsteller | |      |
| Wilhelm-Külz-Str.            | Jena-West                           | 1950        | Wilhelm Külz (1875–1948), Politiker | 1901–1950 Moltkestraße nach Helmuth von Moltke (1800–1891) |      |
| Wilhelm-Pitt-Weg             | Wenigenjena                         | 1945        | Wilhelm Pitt (1862–1935), Stadtrat und Ehrenbürger von Jena | 1934–1945 Norkusweg nach Herbert Norkus (1916–1932) |      |
| Wilhelm-Raabe-Weg            | Wogau                               | 1994        | Wilhelm Raabe (1831–1910), Schriftsteller | |      |
| Wilhelm-Rein-Str.            | Jena-Süd                            | 1930        | Wilhelm Rein (1847–1929), Pädagoge, ab 1886 Professor an der Universität Jena | |      |
| Wilhelm-Stade-Str.           | Kernberge                           | 1914        | Wilhelm Stade (1817–1902), Organist, Dirigent und Komponist, 1838–1860 Universitätsmusikdirektor in Jena | |      |
| Zenkerweg                    | Jena-West                           | 1906        | Gustav Zenker (1808–1873), Pädagoge, Gründer der Zenkerschen Unterrichts- und Erziehungsanstalt in Jena | |      |
| Ziegesarstr.                 | Neulobeda                           | 1991        | Adelsgeschlecht von Ziegesar, Besitzer des Gutes Drackendorf | 1980–1991 Friedrich-Heilmann-Str. nach Friedrich Heilmann (1892–1963) |      |
| Zillestr.                    | Wenigenjena                         | 1946        | Heinrich Zille (1858–1929), Maler und Zeichner | 1936–1946 Lodystr. nach Carl Hans Lody (1877–1914) |      |
| Zitzmannstr.                 | Jena-Nord                           | 1991        | Lothar Zitzmann (1924–1977), Maler, in Jena studiert und gewirkt | 1939–1945 Legion-Condor-Straße nach der Legion Condor 1945–1962 Ernst-Pilz-Straße nach Ernst Piltz (1857–1921) 1962–1991 Straße der Deutsch-Sowjetischen Freundschaft                                                                 |      |